# Lương Tử Hồ

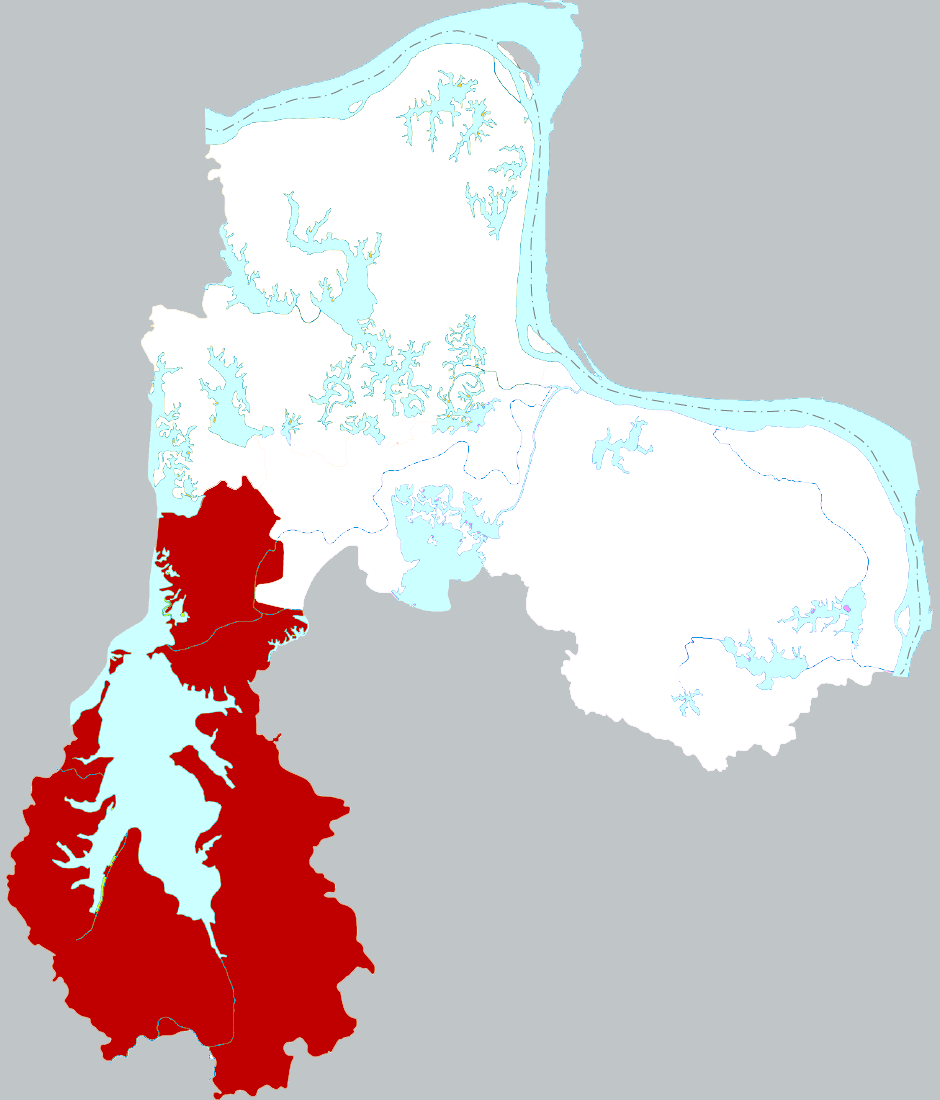
Lương Tử Hồ

Lương Tử Hồ (chữ Hán giản thể: 梁子湖区, Hán Việt: Lương Tử Hồ khu) là một quận thuộc địa cấp thị Ngạc Châu (鄂州市), tỉnh Hồ Bắc, Cộng hòa Nhân dân Trung Hoa. Quận này có diện tích 524 km2, dân số năm 2004 là 170.000 người. 

## Hành chính
Lương Tử Hồ được chia ra làm 5 đơn vị hành chính cấp hương, toàn bộ các đơn vị hành chính này đều là trấn. Ngoài ra quận này còn quản lí 1 đơn vị ngang cấp hương khác.
- Trấn: Thái Hòa (太和镇), Đông Câu (东沟镇), Lương Tử (梁子镇), Đồ Gia Não (涂家垴镇), Chiểu Sơn (沼山镇)

Đơn vị ngang cấp hương khác
- Tân khu: Ngô Đồng Hồ (梧桐湖新区)